# Rotes Rathaus (metropolitana di Berlino)
La stazione di Rotes Rathaus è una stazione della metropolitana di Berlino, sulla linea U5.
Prende il nome dal Rotes Rathaus (letteralmente: "Municipio rosso"), il palazzo municipale di Berlino.

## Descrizione

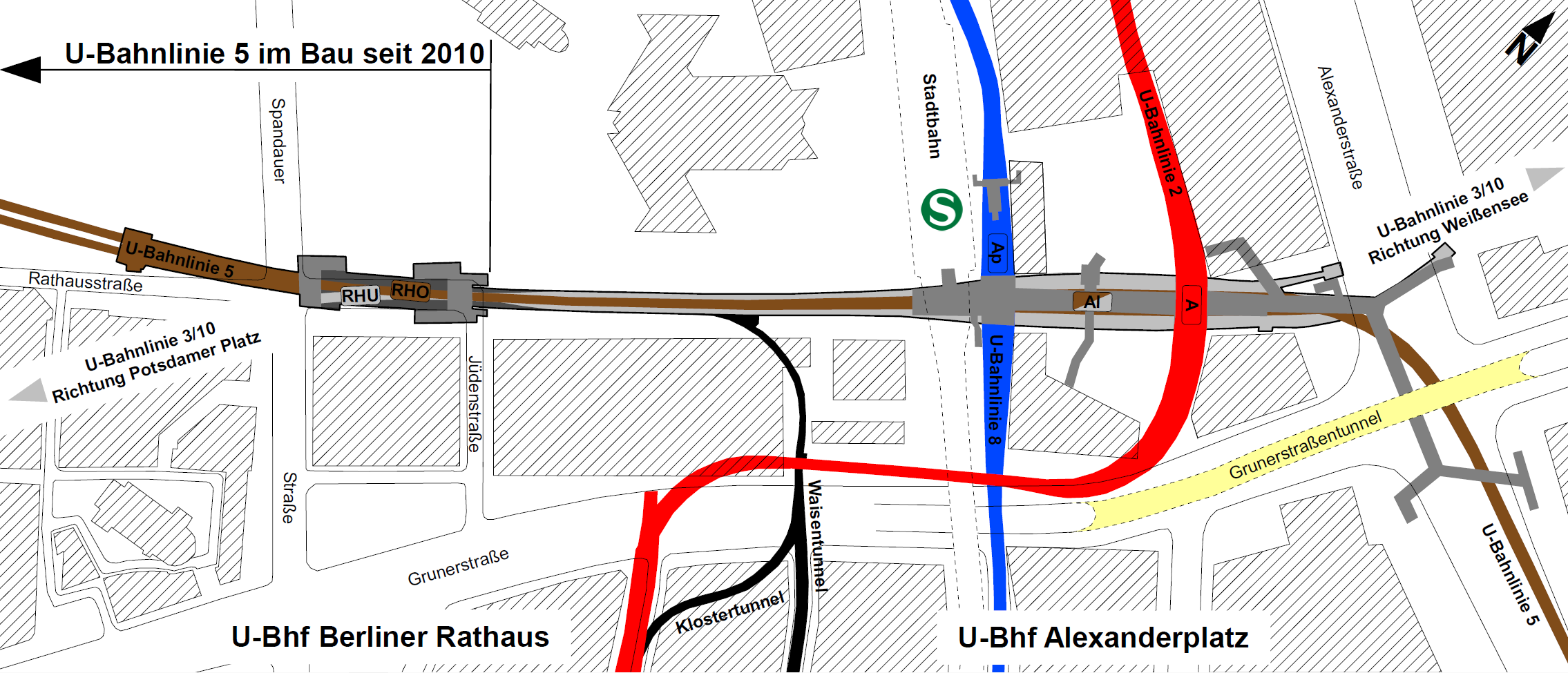
Disposizione delle linee U5 e U3/U10 attorno alla stazione Rotes Rathaus (a sinistra) e della vicina stazione di Alexanderplatz (a destra)

La stazione, lunga 120 metri con una superficie totale di 8000 m², si trova sotto Rathausstraße, direttamente di fronte al Rotes Rathaus, il municipio di Berlino. Fu attivata il 4 dicembre 2020.

### Caratteristiche
La sua struttura è organizzata a due livelli: quello superiore, a 7 metri di profondità, è dedicato ai binari della linea U5, per la quale sono poste le due banchine laterali, larghe 4 metri. Il livello inferiore, a 12 metri di profondità, sarà destinato a parcheggio, ma potrà essere successivamente riconvertito per ospitare la fermata per la linea U3 nel caso se si decidesse di realizzare il prolungamento di tale linea, oppure per la ipotizzata ma mai realizzata linea U10 (Potsdamer Platz-Lichterfelde).
Gli ingressi della stazione, dotati di scale mobili, sono situati alle sue estremità: una a ovest sulla Spandauer Straße a nord di Rathausstraße, altre due a est sulla Jüdenstraße. Inoltre, all'estremità orientale, due ascensori collegano le banchine alla superficie.

### Caratteristiche architettoniche
L'architetto, Oliver Collignon, ha previsto nel progetto della stazione che questa dovesse essere caratterizzata da un senso di spazio e ariosità, nonché da elementi distintivi come il rivestimento dei muri in calcestruzzo sabbiato e le sette colonne poste tra le due banchine laterali che si estendono con un ventaglio "a fungo", con l'intento di richiamare l'antica copertura a volta utilizzata dal precedente edificio del municipio risalente al XIII secolo, il cui sito archeologico è attiguo alla stazione. Riguardo ai colori, la stazione disporrà di un moderno design bianco e nero.

## Storia

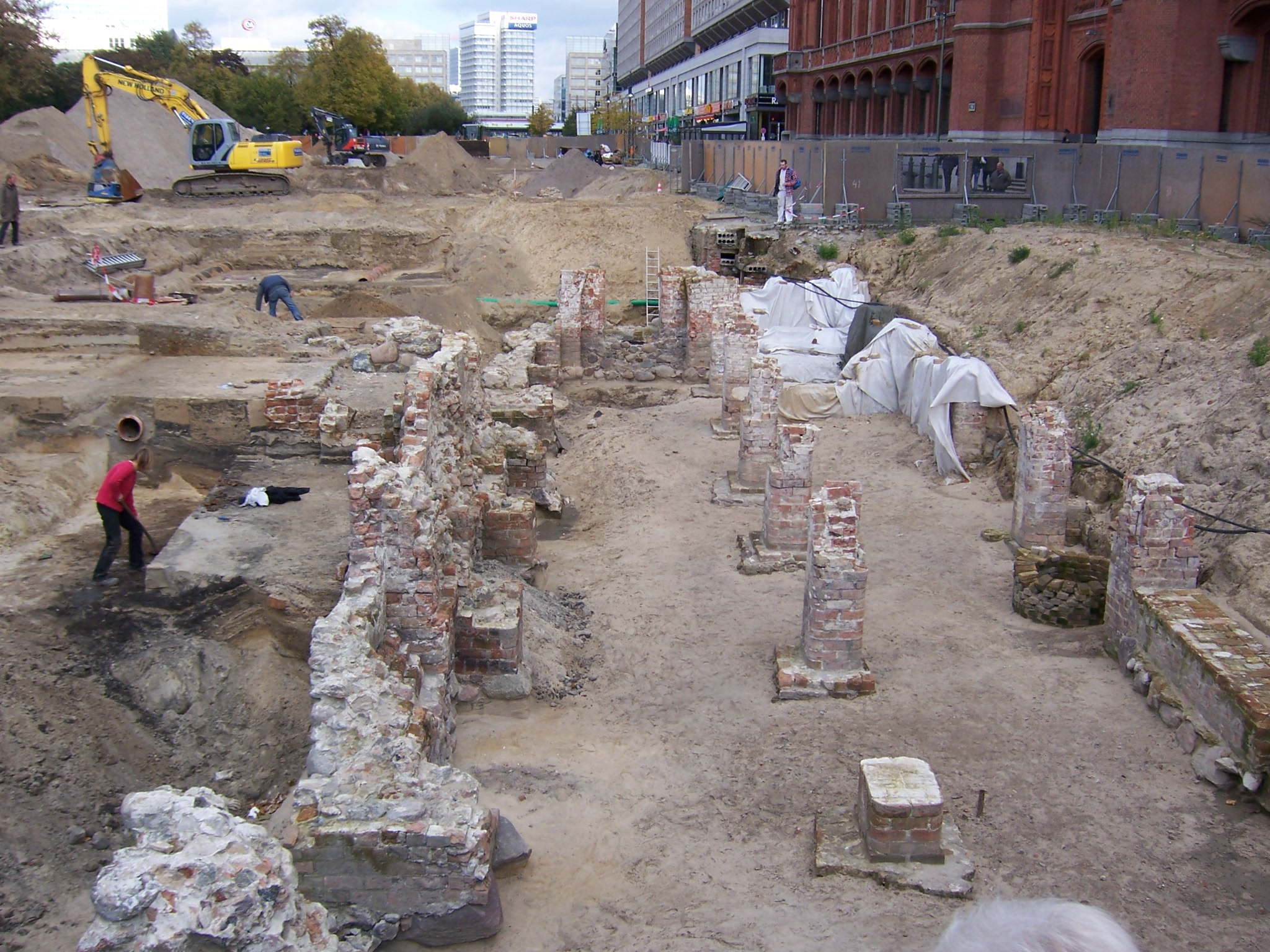
Scavi archeologici del vecchio municipio, 2011

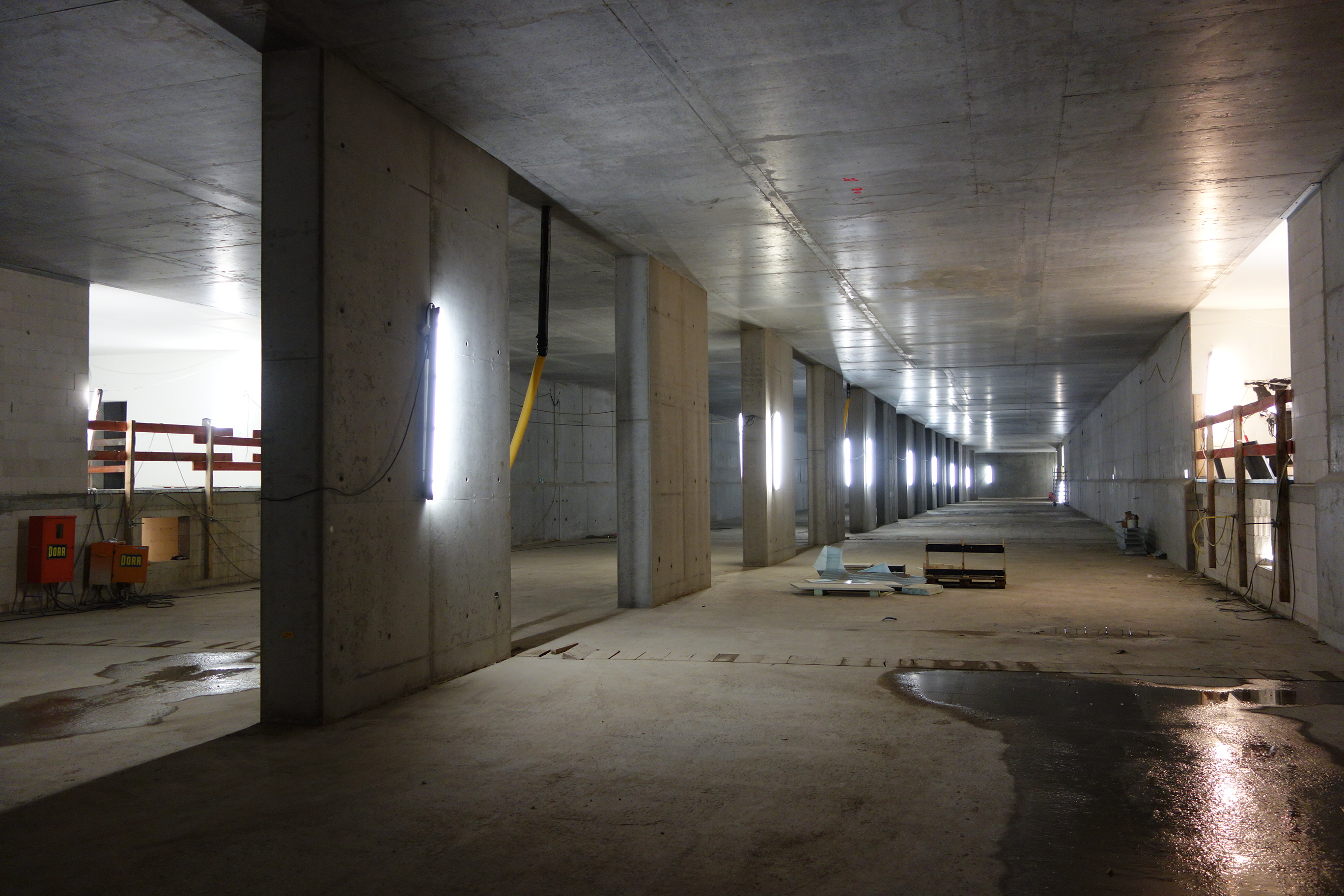
Piattaforma al livello della linea U3, ma destinata per un uso iniziale come parcheggio, giugno 2017

La campagna di scavi archeologici nell'area, tra il 2009 e il 2011, ha permesso rinvenimento dei resti inaspettatamente ben conservati del municipio medievale di Berlino, del XIII secolo. Di conseguenza, dopo una pausa che ha determinato un ritardo dei lavori, il progetto è stato completamente rivisto. Il progetto esecutivo prevede una stazione molto compatta, con la rinuncia agli ampi varchi d'ingresso, in modo da permettere la conservazione dei resti e possibilmente presentarli al pubblico da un affaccio con vetrata a guisa di "finestra archeologica". Per ragioni tecniche e finanziarie, i lavori per la realizzazione di questa finestra sono posticipati e al momento dell'inaugurazione gli scavi archeologici non saranno visibili al pubblico.
Per la realizzazione della struttura, ad aprile 2014 sono stimati 62 milioni di euro.
Il 7 settembre 2016 è stata celebrata la fine dei lavori della volta superiore e circa 3.000 persone hanno approfittato dell'opportunità di visitare il cantiere. Nel gennaio 2017 si è conclusa la fase di realizzazione della struttura esterna e i lavori si sono spostati sugli interni.
La stazione venne aperta all'esercizio il 4 dicembre 2020.

## Servizi
La stazione disporrà di:
- Biglietteria
- Scale mobili
- Ascensori